# Tanganica nos Jogos Olímpicos de Verão de 1964
A Tanzânia participou dos Jogos Olímpicos pela primeira vez nos Jogos Olímpicos de Verão de 1964 em Tóquio, Japão, sob o nome de Tanganica.

## Resultados por Evento

### Atletismo
- Omari Abdallah
- Mohamed Hassan Chabbanga
- Pascal Mfyomi
- Daniel Thomas